# Holasteron flinders
Holasteron flinders là một loài nhện trong họ Zodariidae.
Loài này thuộc chi Holasteron. Holasteron flinders được Barbara C. Baehr miêu tả năm 2004.